# Peperomia esmeraldana
Peperomia esmeraldana är en pepparväxtart som beskrevs av C. Dc.. Peperomia esmeraldana ingår i släktet peperomior, och familjen pepparväxter. Inga underarter finns listade i Catalogue of Life.